# Куру (река, впадает в Атлантический океан)
Куру́ (фр. Kourou) — река на севере Французской Гвиане. Впадает в Атлантический океан. Протекает по территории коммуны Куру. Образует эстуарий, в котором расположен город Куру и сооружена стоянка для яхт.

## Гидрография
Река берёт своё начало к юго-западу от гор Багот, на возвышенности в экваториальных лесах. Её длина составляет 143,7 км. Крупнейшие притоки Куру, от истока к устью:
- правые: Насьональ, Галиби, Балана, Пассура.
- левые: Синнамари, Кампи, Фоссе, Гориго, Куи, Каиман, Синь-Рук[1].

## Экология
Вода в Куру сильно замутнена из-за грязи, вымываемой из лесных почв, также как и в других реках джунглей. Недалеко от насосной станции, снабжающей город Куру питьевой водой, находится золотодобывающий рудник, сбрасывающий ртуть в один из притоков реки.

## Фауна
В реке водится 73 вида рыбы, большая часть которых принадлежит к отрядам харацинообразных (29) и сомообразных (25). Многие виды используются в пищу местными жителями. На берегах Куру обитают чёрные катарты.